# Senotainia efflatouni
Senotainia efflatouni är en tvåvingeart som först beskrevs av Boris Borisovitsch Rohdendorf 1935.  Senotainia efflatouni ingår i släktet Senotainia och familjen köttflugor.
Artens utbredningsområde är Egypten. Inga underarter finns listade i Catalogue of Life.